# رأس داماساثنو مونتيرو الضائع
رأس داماسثنو مونتيرو الضائع (بالإيطالية: La testa perduta di Damasceno Monteiro) رواية للكاتب الإيطالي أنطونيو تابوكي. نشرت عام 1997. مبنية على أحداث حقيقية لشاب مقطوع الرأس عُثر عليه في حديقة واكتُشف أنه قٌتل بمركز شرطة تابع للحرس الوطني الجمهوري. رواية تابوكي تدور في البرتغال في فترة الديموقراطية التي أتت بعد الديكتاتورية. وتحاول أن ترسم شكلاً لهذه الديموقراطية الجديدة ومدى تأثرها بالمرحلة السابقة وكيف تُمارس وعلى يد من. حيث يُظهر الكتاب التعذيب الوحشي الذي تقوم به أجهزة الشرطة تجاه الطبقات الاجتماعية المسحوقة أو الأقليات العرقية المهمشة. التعذيب والفلسفة حوله موضوع وخلفية رئيسة للرواية. كما تتضمن موضوعات أخرى مثل تجارة المخدرات وفساد الحكومة.

## الأحداث
تدور الرواية بشكل أساسي في مدينة أبورتو. حول قتيل بلا رأس بالقرب من مستعمرة للغجر. يجده الغجري العجوز مانّولو ويبلغ الشرطة. تبعث جريدة فضائح في لشبونة بصحافيّ شاب - فيرمينو- إلى بّورتو ليلتقي بالغجري على أمل جمع بعض معلومات خفية أو أسرار لم تصرح بها الشرطة. وهناك يُتّهم شاب فقير ويدافع عنه المحامي فرناندو دي ميلو سيكيرا. ويحصل فيرمينو عموماً على سبقه الصحفي لكن مع تطورات نفسية وفكرية لديه.

## الشخصيات

### مانّولو
غجري فقير. عجوز ونزق، لكنه مفتاح رئيسي لأهم أحداث الرواية. هو من يجد القتيل ذو الرأس المقطوع. وبفضل تصريحاته الشخصية لفيرمينو. يحصل فيرمينو على سبقه الصحفي الأول.

### فيرمينو
الصحافي الذي يجمع المعلومات حول الجريمة. شاب يحاول أن تكون له شخصية وأسلوباً.

### فرناندو دي ميلو
لقبه لوتون، فوضوي ميتافيزيقي ودارس للفلسفة الألمانية، وريث الأرستقراطية البرتغالية السابقة، المحامي المتحلل من طبقته وموروثها الفكري، والمنتمي للمسحوقين والباحث عن خلاصهم. ويظهر في الرواية مستعداً للدفاع عن أفراد الطبقات المهمشة بلا مقابل. وينشأ عدم ارتياح مبدئي بينه وبين فيرمينو الشاب الساذج في مبادئه، حيث يزدريه لوتون. لكن الصداقة تتوطد فيما بعد.
له في الرواية عدد من الاقتباسات القوية. منها السطر الذي يبدأ به مرافعته: «ما معنى أن نكون ضدّ الموت؟»

## استقبال
وصف مايكل باي من صحيفة نيويورك تايمز الرواية بأنها "كتاب حي" وكتب أن تابوتشي "يكتب بكل حواسه".  ولاحظ كيف يعكس الكتاب في كثير من الأحيان على الموضوعات بطرق روايات الجريمة التقليدية، وكتب: "الكثير من هذا يعمل بشكل جيد للغاية، ولكن يجب أن يتم تحذيرك من ميل تابوتشي لإغلاق الباب على القارئ الأسير وبدء ندوة.  .. قد ترغب أحيانًا في الاستنشاق والسخط وإرسال كتاب تابوتشي يتجول في أرجاء الغرفة، لكن مرة أخرى، متى وجدت آخر رواية مثيرة للاهتمام؟